# Beauty and the Beast (película de 2005)
Beauty and the Beast es una película de familia de 2005 dirigida por David Lister y protagonizada por Jane March, Justin Whalin y William Gregory Lee. Es una de las muchas adaptaciones de la historia de La bella y la bestia para la pantalla.

## Argumento
Es la famosa historia de La Bella y la Bestia disfrazada como película vikinga.
Un monstruo está volviendo insegura una isla vecina. Por ello la bella Freya le promete al rudo Sven que se casará con él si ayuda al rey Thorsson en su lucha contra ese monstruo. Él acepta y, junto con sus compañeros de armas Olaf, Eric, Ragnar, Jarl, Kogla y Heindall, él y el rey se disponen a derrotarlo.
La mayoría de los vikingos mueren en el intento y  solo Sven y Eric regresan a casa, mientras que su rey es capturado por la Bestia. Freya se niega a creer la afirmación de Sven de que todos los demás están muertos y va a la isla de la Bestia en lugar de casarse con él. Allí se ofrece como compañera de la Bestia si él a cambio libera al rey.

## Reparto
| Actor               | Personaje    |
| ------------------- | ------------ |
| Jane March          | Freya        |
| Justin Whalin       | Eric         |
| William Gregory Lee | Sven         |
| David Dukas         | Bestia/Agnar |
| Greg Melvill-Smith  | Thorsson     |
| Candice Hillebrand  | Ingrid       |
| Marcel van Heerden  | Kogla        |
| Russel Savadier     | Olaf         |

## Recepción
Hoy en día la película ha sido valorada en portales cinematográficos. En IMDb, por ejemplo, con unos 739 votos registrados, el filme obtiene una media ponderada de 4,1 sobre 10. En cuanto a Rotten Tomatoes, los más de 500 votos registrados le dieron allí una valoración media de 3,9 de 5.